# Скобелево (Сливенская область)
Скобелево (болг. Скобелево) — село в Болгарии. Находится в Сливенской области, входит в общину Сливен. Население составляет 361 человек. Находится рядом с городом Сливен

## Политическая ситуация
В местном кметстве Скобелево, в состав которого входит Скобелево, должность кмета (старосты) исполняет Стефан Славов Стефанов (коалиция в составе 3 партий: Демократы за сильную Болгарию (ДСБ), Земледельческий народный союз (ЗНС), Союз свободной демократии (ССД)) по результатам выборов правления кметства.
Кмет (мэр) общины Сливен — Йодан Лечков Янков ((Граждане за европейское развитие Болгарии (ГЕРБ))) по результатам выборов в правление общины.